# Seleção de Futebol da Escânia
A Seleção de Futebol da Escânia é a equipe que representa a Terra da Escânia, uma região no sul da Suécia, em competições de futebol. A seleção não é afiliada à FIFA ou a UEFA, e, por isso, não pode disputar a Copa do Mundo ou a Eurocopa. A equipe, entretanto é filiada à CONIFA.

## História
A Federação de Futebol da Escânia foi fundada em 2010. Em 2011, a federação se tornou membro da NF-Board e, posteriormente, da CONIFA.